# Giochi della XXVIII Olimpiade

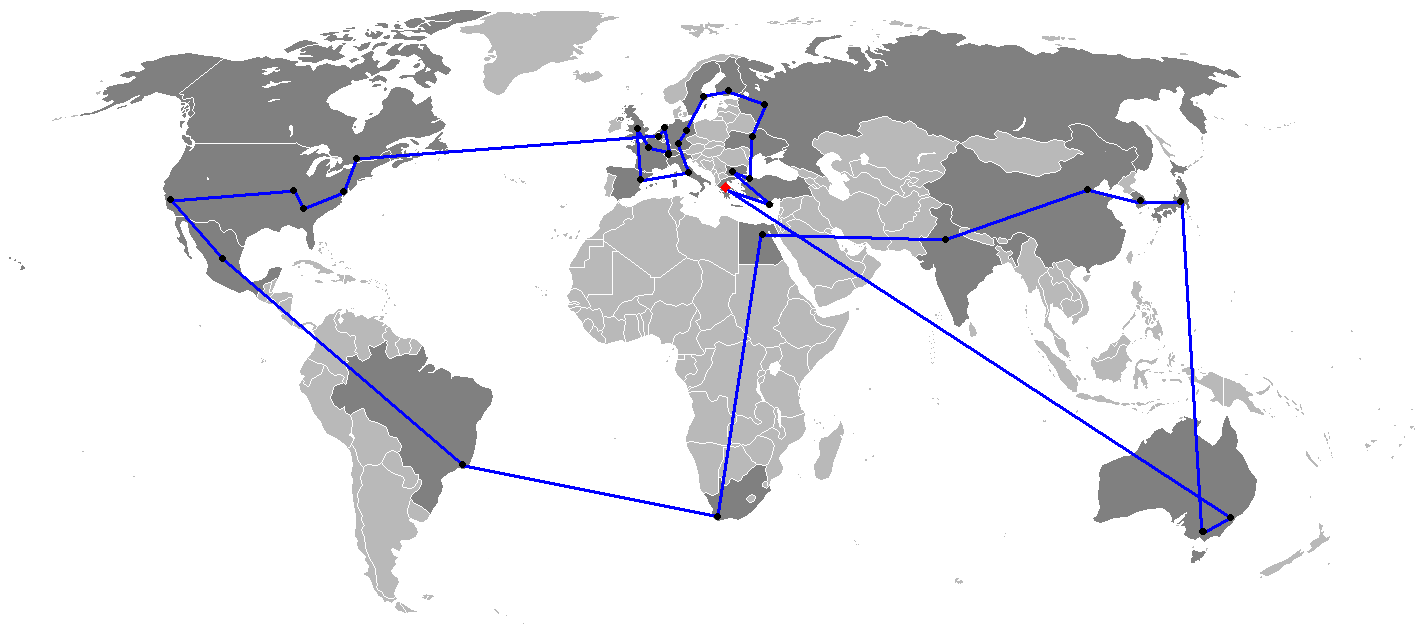
Il percorso della torcia olimpica per il mondo

I Giochi della XXVIII Olimpiade (in greco Αγώνες της 28ης Ολυμπιάδας?, Agónes tis 28is Olympiádas), noti anche come Atene 2004, si sono svolti ad Atene, in Grecia, dal 13 al 29 agosto 2004. La capitale ellenica, alla sua seconda Olimpiade 108 anni dopo l’edizione inaugurale dei Giochi moderni del 1896, è stata scelta come città ospitante nel corso della 106ª sessione del CIO tenutasi a Losanna il 5 settembre 1997.
A questa edizione hanno preso parte 10 625 atleti, 5 501 squadre e 201 paesi, e sono state assegnate medaglie in 28 sport diversi per un totale di 301 competizioni.

## Assegnazione

### Votazione finale
Atene ha ottenuto l'assegnazione dei Giochi nel 1997, superando Roma, Città del Capo, Stoccolma e Buenos Aires.
| Selezione della città ospitante delle Olimpiadi del 2004 | Selezione della città ospitante delle Olimpiadi del 2004 | Selezione della città ospitante delle Olimpiadi del 2004 | Selezione della città ospitante delle Olimpiadi del 2004 | Selezione della città ospitante delle Olimpiadi del 2004 | Selezione della città ospitante delle Olimpiadi del 2004 | Selezione della città ospitante delle Olimpiadi del 2004 |
| -------------------------------------------------------- | -------------------------------------------------------- | -------------------------------------------------------- | -------------------------------------------------------- | -------------------------------------------------------- | -------------------------------------------------------- | -------------------------------------------------------- |
| Città                                                    | Nazione                                                  | Votazione 1                                              | Spareggio                                                | Votazione 2                                              | Votazione 3                                              | Votazione 4                                              |
| Atene                                                    | Grecia                                                   | 32                                                       | —                                                        | 38                                                       | 52                                                       | 66                                                       |
| Roma                                                     | Italia                                                   | 23                                                       | —                                                        | 28                                                       | 35                                                       | 41                                                       |
| Città del Capo                                           | Sudafrica                                                | 16                                                       | 62                                                       | 22                                                       | 20                                                       | —                                                        |
| Stoccolma                                                | Svezia                                                   | 20                                                       | —                                                        | 19                                                       | —                                                        | —                                                        |
| Buenos Aires                                             | Argentina                                                | 16                                                       | 44                                                       | —                                                        | —                                                        | —                                                        |

## Sviluppo e preparazione

### Sedi di gara
La maggior parte delle gare si sono svolte negli impianti sportivi di Atene, ma alcuni eventi sono stati ospitati in altre località: Salonicco, Volo, Candia, Patrasso ed Olimpia.
Complesso olimpico di Atene (OAKA)
- Athens Olympic Aquatic Centre - tuffi, nuoto, nuoto sincronizzato, pallanuoto
- Athens Olympic Tennis Centre – tennis
- Athens Olympic Velodrome - ciclismo su pista
- Olympic Indoor Hall - pallacanestro (finale), ginnastica (artistica, trampolino)
- Stadio olimpico Spyros Louīs - cerimonie di apertura e chiusura, atletica leggera, calcio (finale)

Complesso olimpico di Elliniko
- Fencing Hall - scherma
- Helliniko Indoor Arena - pallacanestro, pallamano (finale)
- Olympic Baseball Centre - baseball
- Olympic Canoe/Kayak Slalom Centre - canottaggio (slalom)
- Olympic Hockey Centre - hockey su prato
- Olympic Softball Stadium - softball

Complesso olimpico costiero di Faliro
- Faliro Olympic Beach Volleyball Centre - pallavolo (bech volley)
- Faliro Sports Pavilion Arena - pallamano taekwondo
- Stadio della pace e dell'amicizia - pallavolo (indoor)

Complesso olimpico di Markopoulo
- Markopoulo Olympic Equestrian Centre – equitazione
- Markopoulo Olympic Shooting Centre – tiro

Complesso olimpico di Goudi
- Goudi Olympic Hall - badminton
- Olympic Modern Pentathlon Centre - pentathlon moderno

Altri impianti
- Agios Kosmas Olympic Sailing Centre - vela
- Ano Liosia Olympic Hall - judo, lotta libera
- Galatsi Olympic Hall - ginnastica (ritmica), tennistavolo
- Kotzia Square - ciclismo (su strada)
- Maratona - atletica leggera (partenza della maratona)
- Nikaia Olympic Weightlifting Hall - sollevamento pesi
- Stadio Panathinaiko - tiro con l'arco, atletica leggera (arrivo della maratona)
- Peristeri Olympic Boxing Hall - pugilato
- Schinias Olympic Rowing and Canoeing Centre - canottaggio (sprint), canoa
- Antico stadio di Olimpia - atletica leggera (getto del peso)
- Vouliagmeni Olympic Centre - ciclismo (cronometro su strada), triathlon

Stadi calcistici
- Ethniko Kaftanzogleio Stadio Thessalonikis, Salonicco
- Stadio Geōrgios Karaiskakīs, Il Pireo
- Stadio Pampeloponnisiako, Patrasso
- Stadio Pankritio, Candia
- Stadio Panthessaliko, Volos

Impianti non per competizioni
- International Broadcast Centre IBC
- Main Press Centre
- Villaggio olimpico di Parnitha
- Olympic Youth Camp (Shoinias)
- ORS (Olympic Rendezvous at Samsung)
- Goudi Depot (trasporto VIP)
- Hellenikon Depot (trasporto VIP/stampa)
- Dekelia Depot (trasporto atleti)

### Controversie
Le Olimpiadi di Atene hanno ricevuto aspre critiche negative sin dalla loro assegnazione. L'allora primo ministro greco Kōstas Karamanlīs sperava di rilanciare il paese dal punto di vista turistico ed economico, attraverso un piano per la riqualificazione urbanistica della città. Per l'occasione venne inaugurato un centro congressi nei pressi dell'Aeroporto di Atene-Eleftherios Venizelos, situato a 40 km dalla capitale greca. Terminate le Olimpiadi avrà scarso utilizzo. 
Per l'evento venne stanziato un budget di quasi 15 miliardi di euro. I lavori procedettero a rilento e il governo fu costretto a contrarre prestiti all'ultimo momento. 

## I Giochi

### Paesi partecipanti

Planisfero dei paesi partecipanti.

Tutti i paesi del Comitato Olimpico Internazionale tranne Gibuti hanno partecipato ai giochi. Da segnalare è l'esordio di Kiribati e di Timor Est e il ritorno dell'Afghanistan dopo otto anni, che hanno portato il numero dei paesi partecipanti da 199 a 201. L'ex Repubblica Federale di Jugoslavia ha gareggiato come Serbia e Montenegro. Il numero tra parentesi al fianco della nazione indica il numero di atleti partecipanti.
- Afghanistan (5)
- Albania (7)
- Algeria (63)
- Andorra (8)
- Angola (31)
- Antigua e Barbuda (9)
- Antille Olandesi (9)
- Arabia Saudita (16)
- Argentina (156)
- Armenia (19)
- Aruba (4)
- Australia (482)
- Austria (101)
- Azerbaigian (38)
- Bahamas (41)
- Bahrein (6)
- Bangladesh (4)
- Barbados (10)
- Bielorussia (151)
- Belgio (62)
- Belize (2)
- Benin (4)
- Bermuda (10)
- Bhutan (2)
- Bolivia (7)
- Bosnia ed Erzegovina (9)
- Botswana (11)
- Brasile (247)
- Brunei (1)
- Bulgaria (165)
- Burkina Faso (5)
- Burundi (7)
- Cambogia (4)
- Camerun (17)
- Canada (262)
- Capo Verde (3)
- Ciad (2)
- Cile (56)
- Cina (407)
- Colombia (51)
- Comore (3)
- Corea del Nord (36)
- Corea del Sud (264)
- Costa d'Avorio (5)
- Costa Rica (20)
- Croazia (83)
- Cuba (151)
- Cipro (20)
- Danimarca (29)
- Dominica (2)
- Ecuador (17)
- Egitto (96)
- El Salvador (8)
- Emirati Arabi Uniti (4)
- Eritrea (4)
- Estonia (44)
- Etiopia (28)
- Figi (10)
- Filippine (16)
- Finlandia (62)
- Francia (317)
- Gabon (6)
- Gambia (2)
- Georgia (32)
- Germania (479)
- Ghana (29)
- Giamaica (47)
- Giappone (315)
- Giordania (8)
- Gran Bretagna (259)
- Grecia (441)
- Grenada (5)
- Guam (4)
- Guatemala (18)
- Guinea (3)
- Guinea-Bissau (3)
- Guinea Equatoriale (2)
- Guyana (4)
- Haiti (8)
- Honduras (5)
- Hong Kong (32)
- Islanda (26)
- India (73)
- Indonesia (38)
- Iran (37)
- Iraq (25)
- Irlanda (52)
- Israele (38)
- Isole Cayman (5)
- Isole Cook (3)
- Isole Salomone (2)
- Isole Vergini Americane (6)
- Isole Vergini Britanniche (1)
- Italia (364)
- Kazakistan (114)
- Kenya (46)
- Kiribati (3)
- Kuwait (29)
- Kirghizistan (11)
- Laos (5)
- Lettonia (35)
- Libano (8)
- Lesotho (3)
- Liberia (2)
- Libia (8)
- Liechtenstein (1)
- Lituania (59)
- Lussemburgo (10)
- Macedonia (22)
- Madagascar (8)
- Malawi (4)
- Maldive (4)
- Malaysia (26)
- Mali (23)
- Malta (7)
- Marocco (55)
- Mauritania (2)
- Mauritius (9)
- Messico (109)
- Micronesia (5)
- Moldavia (33)
- Monaco (3)
- Mongolia (20)
- Mozambico (4)
- Birmania (2)
- Namibia (8)
- Nauru (3)
- Nepal (6)
- Nuova Zelanda (148)
- Paesi Bassi (219)
- Nicaragua (5)
- Niger (4)
- Nigeria (70)
- Norvegia (52)
- Oman (2)
- Pakistan (26)
- Palau (4)
- Palestina (3)
- Panama (4)
- Papua Nuova Guinea (4)
- Paraguay (22)
- Perù (9)
- Polonia (208)
- Portogallo (91)
- Porto Rico (43)
- Qatar (22)
- Rep. Ceca (142)
- Rep. Centrafricana (4)
- RD del Congo (4)
- Rep. del Congo (5)
- Rep. Dominicana (33)
- Romania (108)
- Russia (456)
- Ruanda (5)
- Saint Kitts e Nevis (2)
- Saint Lucia (2)
- Saint Vincent e Grenadine (3)
- São Tomé e Príncipe (2)
- Samoa (3)
- Samoa Americane (3)
- San Marino (5)
- Senegal (16)
- Serbia e Montenegro (87)
- Seychelles (9)
- Sierra Leone (2)
- Singapore (16)
- Siria (6)
- Slovacchia (64)
- Slovenia (79)
- Somalia (2)
- Sudafrica (106)
- Spagna (316)
- Sri Lanka (8)
- Stati Uniti (536)
- Sudan (4)
- Suriname (4)
- Swaziland (3)
- Svezia (115)
- Svizzera (98)
- Tagikistan (9)
- Taipei cinese (87)
- Tanzania (8)
- Thailandia (42)
- Timor Est (2)
- Togo (3)
- Tonga (5)
- Trinidad e Tobago (19)
- Tunisia (54)
- Turchia (53)
- Turkmenistan (9)
- Ucraina (239)
- Uganda (11)
- Ungheria (219)
- Uruguay (15)
- Uzbekistan (70)
- Vanuatu (2)
- Venezuela (48)
- Vietnam (11)
- Yemen (3)
- Zambia (6)
- Zimbabwe (13)

### Discipline
Di seguito l'elenco degli sport seguito dal numero di competizioni:
| Disciplina                                                                   | Maschile | Femminile | Misti | Totali    |
| ---------------------------------------------------------------------------- | -------- | --------- | ----- | --------- |
| Atletica leggera                                                             | 24       | 22        |       | 46        |
| Badminton                                                                    | 2        | 2         | 1     | 5         |
| Baseball                                                                     | 1        |           |       | 1         |
| Calcio                                                                       | 1        | 1         |       | 2         |
| Canoa/kayak • Canoa/kayak (in acque libere) • Canoa/kayak (slalom)           | 11 8 3   | 5 4 1     |       | 16 12 4   |
| Canottaggio                                                                  | 8        | 6         |       | 14        |
| Ciclismo • Ciclismo su strada • Ciclismo su pista • Mountain bike            | 11 2 8 1 | 7 2 4 1   |       | 18 4 12 2 |
| Equitazione • Salto ad ostacoli • Dressage • Concorso completo               |          |           | 6 2   | 6 2       |
| Ginnastica • Ginnastica artistica • Ginnastica ritmica • Trampolino elastico | 9 8 1    | 9 6 2 1   |       | 18 14 2   |
| Hockey su prato                                                              | 1        | 1         |       | 2         |
| Judo                                                                         | 7        | 7         |       | 14        |
| Lotta • Lotta libera • Lotta greco-romana                                    | 14 7     | 4         |       | 18 11 7   |

| Disciplina                                                                 | Maschile  | Femminile   | Misti | Totali    |
| -------------------------------------------------------------------------- | --------- | ----------- | ----- | --------- |
| Nuoto e sport acquatici • Nuoto • Tuffi • Nuoto sincronizzato • Pallanuoto | 21 16 4 1 | 23 16 4 2 1 |       | 44 32 8 2 |
| Pallacanestro                                                              | 1         | 1           |       | 2         |
| Pallamano                                                                  | 1         | 1           |       | 2         |
| Pallavolo • Beach volley • Pallavolo                                       | 2 1       | 2 1         |       | 4 2       |
| Pentathlon moderno                                                         | 1         | 1           |       | 2         |
| Pugilato                                                                   | 11        |             |       | 11        |
| Scherma                                                                    | 6         | 4           |       | 10        |
| Softball                                                                   | 1         |             |       | 1         |
| Sollevamento pesi                                                          | 8         | 7           |       | 15        |
| Taekwondo                                                                  | 4         | 4           |       | 8         |
| Tennis                                                                     | 2         | 2           |       | 4         |
| Tennis tavolo                                                              | 2         | 2           |       | 4         |
| Tiro a segno/volo • Carabina • Pistola • Tiro al piattello                 | 10 3 4    | 7 2 3       |       | 16 5 6    |
| Tiro con l'arco                                                            | 2         | 2           |       | 4         |
| Triathlon                                                                  | 1         | 1           |       | 2         |
| Vela                                                                       | 6         | 4           | 1     | 11        |
| Totale (28 sport)                                                          | 168       | 125         | 8     | 301       |

### Calendario degli eventi
Le gare si sono tenute dall'11 al 29 agosto 2004. Le cerimonie di apertura e di chiusura si sono svolte presso lo stadio olimpico Spyros Louīs.
| ● | Cerimonia d'apertura |  | Competizioni |  | Finali | G | Galà della ginnastica | ● | Cerimonia di chiusura |

| Agosto                | Agosto                | Mer | Gio | Ven | Sab | Dom | Lun | Mar | Mer | Gio | Ven | Sab | Dom | Lun | Mar | Mer | Gio | Ven | Sab | Dom | Totale |
| Agosto                | Agosto                | 11  | 12  | 13  | 14  | 15  | 16  | 17  | 18  | 19  | 20  | 21  | 22  | 23  | 24  | 25  | 26  | 27  | 28  | 29  | Totale |
| --------------------- | --------------------- | --- | --- | --- | --- | --- | --- | --- | --- | --- | --- | --- | --- | --- | --- | --- | --- | --- | --- | --- | ------ |
| Cerimonia d'apertura  | Cerimonia d'apertura  |     |     | ●   |     |     |     |     |     |     |     |     |     |     |     |     |     |     |     |     |        |
| Atletica leggera      | Atletica leggera      |     |     |     |     |     |     |     | 2   |     | 2   | 3   | 5   | 6   | 6   | 3   | 3   | 7   | 8   | 1   | 46     |
| Badminton             | Badminton             |     |     |     |     |     |     |     |     | 2   | 1   | 2   |     |     |     |     |     |     |     |     | 5      |
| Beach volley          | Beach volley          |     |     |     |     |     |     |     |     |     |     |     |     |     | 1   | 1   |     |     |     |     | 2      |
| Calcio                | Calcio                |     |     |     |     |     |     |     |     |     |     |     |     |     |     |     |     | 1   |     | 1   | 2      |
| Canoa Kayak           | Acque libere          |     |     |     |     |     |     |     |     |     |     |     |     |     |     |     |     | 6   | 6   |     | 18     |
| Canoa Kayak           | Slalom                |     |     |     |     |     |     |     | 2   |     | 2   |     |     |     |     |     |     |     |     |     | 18     |
| Canottaggio           | Canottaggio           |     |     |     |     |     |     |     |     |     |     | 7   | 7   |     |     |     |     |     |     |     | 14     |
| Ciclismo              | Ciclismo su strada    |     |     |     | 1   | 1   |     |     | 2   |     |     |     |     |     |     |     |     |     |     |     | 18     |
| Ciclismo              | Ciclismo su pista     |     |     |     |     |     |     |     |     |     | 2   | 2   | 1   | 1   | 3   | 3   |     |     |     |     | 18     |
| Ciclismo              | Mountain bike         |     |     |     |     |     |     |     |     |     |     |     |     |     |     |     |     | 1   | 1   |     | 18     |
| Equitazione           | Equitazione           |     |     |     |     |     |     |     | 2   |     | ●   | 1   | ●   | ●   | ●   | 1   |     | 2   |     |     | 6      |
| Ginnastica            | Ginnastica artistica  |     |     |     | ●   | ●   | 1   | 1   | 1   | 1   |     |     | 5   | 5   |     |     |     |     |     |     | 18     |
| Ginnastica            | Ginnastica ritmica    |     |     |     |     |     |     |     |     |     |     |     |     |     |     |     | ●   | ●   | 1   | 1   | 18     |
| Ginnastica            | Trampolino elastico   |     |     |     |     |     |     |     |     |     | 1   | 1   |     |     |     |     |     |     |     |     | 18     |
| Hockey su prato       | Hockey su prato       |     |     |     | ●   | ●   | ●   | ●   | ●   | ●   | ●   | ●   | ●   | ●   | ●   | ●   | 1   | 1   |     |     | 2      |
| Judo                  | Judo                  |     |     |     | 2   | 2   | 2   | 2   | 2   | 2   | 2   |     |     |     |     |     |     |     |     |     | 14     |
| Lotta                 | Lotta                 |     |     |     |     |     |     |     |     |     |     |     | ●   | 4   | ●   | 4   | 3   | ●   | 4   | 3   | 14     |
| Nuoto                 | Nuoto                 |     |     |     | 4   | 4   | 4   | 4   | 4   | 4   | 4   | 4   |     |     |     |     |     |     |     |     | 32     |
| Nuoto sincronizzato   | Nuoto sincronizzato   |     |     |     |     |     |     |     |     |     |     |     |     | ●   | ●   | 1   | ●   | 1   |     |     | 3      |
| Pallacanestro         | Pallacanestro         |     |     |     | ●   | ●   | ●   | ●   | ●   | ●   | ●   | ●   | ●   | ●   | ●   | ●   | ●   | ●   | 2   |     | 2      |
| Pallamano             | Pallamano             |     |     |     | ●   | ●   | ●   | ●   | ●   | ●   | ●   | ●   | ●   | ●   | ●   |     | ●   | ●   | ●   | 2   | 2      |
| Pallanuoto            | Pallanuoto            |     |     |     |     | ●   | ●   | ●   | ●   | ●   | ●   | ●   | ●   | ●   | ●   | ●   | 1   | ●   |     | 1   | 1      |
| Pallavolo             | Pallavolo             |     |     |     | ●   | ●   | ●   | ●   | ●   | ●   | ●   | ●   | ●   | ●   | ●   | ●   | ●   | ●   | 1   | 1   | 1      |
| Pentathlon moderno    | Pentathlon moderno    |     |     |     |     |     |     |     |     |     |     |     |     |     |     |     | 1   | 1   |     |     | 2      |
| Pugilato              | Pugilato              |     |     |     | ●   | ●   | ●   | ●   | ●   | ●   | ●   | ●   | ●   | ●   | ●   | ●   |     | ●   | 5   | 6   | 11     |
| Scherma               | Scherma               |     |     |     | 1   | 1   | 1   | 2   | 1   | 1   | 1   | 1   | 1   |     |     |     |     |     |     |     | 10     |
| Sollevamento pesi     | Sollevamento pesi     |     |     |     | 1   | 2   | 2   |     | 2   | 2   | 2   | 1   |     | 1   | 1   | 1   |     |     |     |     | 15     |
| Taekwondo             | Taekwondo             |     |     |     |     |     |     |     |     |     |     |     |     |     |     |     | 2   | 2   | 2   | 2   | 8      |
| Tennis                | Tennis                |     |     |     |     | ●   | ●   | ●   | ●   | ●   | ●   | 1   | 2   | 1   |     |     |     |     |     |     | 4      |
| Tennistavolo          | Tennistavolo          |     |     |     | ●   | ●   | ●   | ●   | ●   | ●   | 1   | 1   | 1   | 1   |     |     |     |     |     |     | 4      |
| Tiro a segno / volo   | Tiro a segno / volo   |     |     |     | 2   | 2   | 2   | 2   | 2   | 2   | 2   | 1   | 2   |     |     |     |     |     |     |     | 17     |
| Tiro con l'arco       | Tiro con l'arco       |     |     |     |     | ●   | ●   | ●   | 1   | 1   | 1   | 1   |     |     |     |     |     |     |     |     | 4      |
| Triathlon             | Triathlon             |     |     |     |     |     |     |     |     |     |     |     |     |     |     | 1   | 1   |     |     |     | 2      |
| Tuffi                 | Tuffi                 |     |     |     | 2   |     | 2   |     |     |     |     | ●   | 1   | ●   | 1   | ●   | 1   | ●   | 1   |     | 6      |
| Vela                  | Vela                  |     |     |     | ●   | ●   | ●   | ●   | ●   | ●   | ●   | 4   | 2   | ●   | ●   | 2   | 1   |     | 2   |     | 11     |
| Cerimonia di chiusura | Cerimonia di chiusura |     |     |     |     |     |     |     |     |     |     |     |     |     |     |     |     |     |     | ●   |        |
| Medaglie              | Medaglie              |     |     |     | 12  | 14  | 14  | 15  | 20  | 19  | 24  | 21  | 22  | 17  | 25  | 16  | 23  | 22  | 30  | 12  | 301    |
| Agosto                | Agosto                | Mer | Gio | Ven | Sab | Dom | Lun | Mar | Mer | Gio | Ven | Sab | Dom | Lun | Mar | Mer | Gio | Ven | Sab | Dom | Totale |
| Agosto                | Agosto                | 11  | 12  | 13  | 14  | 15  | 16  | 17  | 18  | 19  | 20  | 21  | 22  | 23  | 24  | 25  | 26  | 27  | 28  | 29  | Totale |

### Cerimonia d'apertura
La cerimonia d'apertura si è svolta il 13 agosto 2004 presso lo Stadio olimpico Spyros Louīs ed è stata curata dal coreografo greco Dīmītrīs Papaïōannou. Il tema centrale era composto dalla divinità greca Apollo e dallo sviluppo e la crescita dell'umanità a partire dalla civiltà greca: all'inizio della cerimonia al centro dello stadio era infatti stato creato un grande bacino d'acqua rappresentante il Mar Egeo. Il fulcro simbolico della cerimonia era rappresentato da un grande albero.

### Cerimonia di chiusura
La cerimonia di chiusura si è svolta il 29 agosto 2004 e, come quella d'apertura, è stata curata sempre da Papaïōannou. La cerimonia aveva un particolare riferimento alla divinità greca Dioniso, all'inizio della cerimonia al centro dello stadio era stato creato un grande campo di grano a forma di spirale.

## Medagliere
Queste sono le prime 10 posizioni del medagliere ufficiale:
| Pos. | Paese         | Oro | Argento | Bronzo | Totale |
| ---- | ------------- | --- | ------- | ------ | ------ |
| 1    | Stati Uniti   | 36  | 39      | 27     | 102    |
| 2    | Cina          | 32  | 17      | 14     | 63     |
| 3    | Russia        | 27  | 27      | 38     | 92     |
| 4    | Australia     | 17  | 16      | 16     | 49     |
| 5    | Giappone      | 16  | 9       | 12     | 37     |
| 6    | Germania      | 13  | 16      | 20     | 49     |
| 7    | Francia       | 11  | 9       | 13     | 33     |
| 8    | Italia        | 10  | 11      | 11     | 32     |
| 9    | Corea del Sud | 9   | 12      | 9      | 30     |
| 10   | Gran Bretagna | 9   | 9       | 12     | 30     |